# Борджо-Верецці
Борджо-Верецці (італ. Borgio Verezzi, ліг. Bòrzi e Veresso) — муніципалітет в Італії, у регіоні Лігурія, провінція Савона.
Борджо-Верецці розташоване на відстані близько 430 км на північний захід від Рима, 60 км на південний захід від Генуї, 22 км на південний захід від Савони.
Населення — 2245 осіб (2014).

## Демографія
Населення за роками:

Станом на 1 січня 2023 року в муніципалітеті офіційно проживало 139 іноземців з 27 країн, серед них 28 громадян країн Євросоюзу та 1 громадянин України.

## Сусідні муніципалітети
- Фінале-Лігуре
- П'єтра-Лігуре
- Тово-Сан-Джакомо